# Leioproctus opacior
Leioproctus opacior är en biart som först beskrevs av Cockerell 1936.  Leioproctus opacior ingår i släktet Leioproctus och familjen korttungebin. Inga underarter finns listade i Catalogue of Life.